# Grigorij Camblak
Grigorij Camblak, bulh. Григорий Цамблак, též Řehoř Camblak, Cambłak či Camvlach (kol. 1365, Veliko Tarnovo – zima 1419/1420, Kyjev) byl bulharský mnich, biskup, hymnograf a spisovatel, proslulý zejména svými hagiografickými díly; účastník koncilu v Kostnici, stoupenec hésychasmu. Působil mj. v Srbsku a v Litevském velkoknížectví.
Zřejmě v důsledku bulharsko-otomanských válek odešel z Bulharska. V Srbsku byl představeným kláštera Visoki Dečani. O srbské dějepisectví se zasloužil sepsáním životopisu knížete Štěpána Dečanského, zakladatele kláštera. Pobýval též v klášteře Neamț v Moldávii. Do funkce kyjevského biskupa byl zvolen z iniciativy litevského knížete Vitolda přes odpor konstantinopolského patriarchy. Jeho volba znamenala fakticky vznik autokefální litevské pravoslavné metropolie.
Z iniciativy litevského velkoknížete Camblak usiloval o sjednocení pravoslavné a katolické církve. Z tohoto důvodu přijel v únoru 1418 do Kostnice a zúčastnil se zasedání kostnického koncilu. Camblak nezastával pojetí církevní unie spočívající v jednostranném podřízení se pravoslavných věřících římské církvi. Zdůrazňoval jednotu vypůsobenou Duchem svatým a realizovanou na základě společné tradice z 1. tisíciletí křesťanské éry. Neuznával papežský primát, ani katolický exkluzivizmus. Cestu ke sjednocení viděl v konciliarismu.
V dopise ze 16. května 1417 velkoknížeti litevsko-ruskému nazval Jana Husa „svatým“.
Roku 2006 byl po něm pojmenován vrch Tsamblak Hill na Livingstonově ostrově v Antarktidě.